# Беневоленский, Дмитрий Михайлович
Дмитрий Михайлович (Иванович) Беневоленский (10 октября 1883, Вышний Волочёк, Тверская губерния — 27 ноября 1937) — протоиерей, святой Русской православной церкви, причислен к лику святых как священномученик в 1999 году.

## Биография
Родился в 1883 году в семье священнослужителя. В 1911 году рукоположён в священники и направлен служить в храм великомученика Димитрия Солунского в селе Островно, а в 1919 году — в храм Всех Скорбящих Радости в селе Паношино (ныне — часть города Удомли — улица Гагарина). Последнее место службы — храм Тихвинской иконы Божией Матери в селе Синёво-Дуброво Сонковского района Тверской области. За свою верность пастырскому долгу несколько раз арестовывался. После последнего ареста, 27 ноября 1937 года — расстрелян.

## Канонизация
Причислен к лику святых новомучеников и исповедников Российских 19 сентября 1999 года в Вышнем Волочке по решению Архирейского собора Русской православной церкви.
День памяти: 14/27 ноября и в Соборе новомучеников и исповедников Российских.